# George Don
George Don  (Doo Hillock, Forfarshire, 29 de abril de 1789 — Kensington, Londres, 25 de fevereiro de 1856) foi um botânico e horticultor britânico.

## Biografia
George Don nasceu em Doo Hillock, Forfar, Angus, Escócia, a 29 de abril de 1798. Seu pai, também chamado George Don, era superintendente do Royal Botanic Garden Edinburgh em 1802 e sua a mãe era Caroline Clementina Stuart. George era o irmão mais velho de David Don, também botânico. O jovem George Don enveredou pela horticultura e atingiu o posto de capataz dos jardins em Chelsea, Londres em 1816.
Em 1821 foi enviado em expedição de exploração botânica ao Brasil, Índias Ocidentais e Serra Leoa para colectar espécimes para a Royal Horticultural Society. A maioria de suas descobertas foram publicadas por Joseph Sabine, embora Don tenha publicado várias novas espécies da Serra Leoa.
O principal trabalho de Don foi a obra em quatro volumes intitulada A General System of Gardening and Botany ("Um sistema geral de jardinagem e botânica"), publicada entre 1832 e 1838. A obra é muitas vezes referida como Gen. Hist., uma abreviação do título alternativo A General History of the Dichlamydeous Plants (ou "Uma história geral das plantas diclamídeas").
Reviu substancialmente o primeiro suplemento da obra Encyclopaedia of Plants ("Enciclopédia de Plantas") de John Claudius Loudon, e estabeleceu o arranjo lineano para a obra "Hortus Britannicus", também de Loudon.
Publicou uma importante monografia sobre o género Allium (1832) e uma revisão do género Combretum.
Faleceu em Kensington, Londres, em 25 de fevereiro de 1856. O jardineiro da televisão Monty Don é um sobrinho-neto.

## Espécies e géneros descritos
Entre as plantas descritas por George Don incluem-se:
- Acacia cyclops G.Don
- Acacia deltoidea G.Don
- Acacia holosericea G.Don
- Acacia podalyriifolia G.Don
- Acacia rigens G.Don
- Catharanthus roseus (L.) G.Don
- Daviesia physodes G.Don
- Isotoma scapigera (R.Br.) G.Don
- Lagunaria patersonia (Andrews) G.Don
- Ludwigia hyssopifolia (G.Don) Exell
- Modiola caroliniana (L.) G.Don
- Physochlaina orientalis (M.Bieb.) G.Don
- Psittacanthus calyculatus (DC.) G.Don
- Sagina maritima G.Don
- Sphenotoma squarrosum (R.Br.) G.Don
- Swainsona formosa (G.Don) Joy Thomps.
- Viola pedatifida G.Don

Entre os géneros de plantas propostos por George Don inclui-se:
- Physochlaina G.Don

## Publicações
A principal obra de Don é constituído de 4 volumes de  A General System of Gardening and Botany 1832 - 1838. Entre outras, é autor das seguintes monografias:
- Don, George (1832). «A monograph of the genus Allium». Memoirs of the Wernerian Natural History Society. 6: 1–102
- A general history of the dichlamydeous plants etc. by George Don in the Biodiversity Heritage Library
- A general system of gardening and botany. Founded upon Miller's Gardener's dictionary, and arranged according to the natural system. 1831–1838